# Доброякісна пухлина
Доброякісна пухлина — новоутворення, патологічний процес, зумовлений обмежено-неконтрольованим розмноженням клітин, без ознак інвазії та метастазування.
Загалом механізми ініціювання такого процесу достовірно не вивчені. Великі за розмірами доброякісні пухлини можуть порушувати критично функції організму, та навіть призводять до смерті, можуть трансформуватись у злоякісні пухлини (малігнізація). Деякі доброякісні пухлини (наприклад аденома простати) розглядаються як передракові стани.

## Характеристика
Доброякісні пухлини характерезуються повільним ростом, при цьому без проростання у сусідні тканини (експанисивний ріст), в більшості випадків обмежені капсулою. При пальпації мають гладку поверхню, не болять, легко зміщуються, не метастазують. Під впливом деяких факторів можуть перетворюватись у злоякісні пухлини.

## Причини
В основі процесу лежать генетичні (мутації, делеції тощо) або епігенетичні (гіпер- або гіпометиляція ДНК тощо) аномалії, що призводять до порушення утворення, росту, проліферації і загибелі клітин. Ці аномалії можуть спровокувати такі фактори:
- Хімічні:

- робота в шкідливих умовах (вдихання отрут і отруйних парів);
- куріння;
- алкоголь;
- наркотики та інші хімічні речовини.

- Фізичні:

- ультрафіолетове випромінювання;
- іонізуюча радіація.

- Механічні:

- різні травми,
- переломи тощо.

- Біологічні: — віруси.
- Збій у роботі імунної системи.
- Неправильне функціонування ендокринної системи (гормональний збій).

Найчастіше пухлина розвивається під впливом одночасно декількох факторів.

## Стадії пухлинного росту
1. Ініціація.
Процес зміни ДНК клітини-мішені під впливом шкідливих факторів. Причому мутують як мінімум два гени: один з них відповідає за безсмертя аномальної клітини, інший — за її розмноження. Виявити пухлину на цій стадії сьогодні дуже складно.
2. Промоція.
Зростання популяції мутованих клітин. Це може відбуватися протягом декількох років.
3. Прогресія.
Утворення пухлини, її зростання.

## Види доброякісних пухлин
Доброякісна пухлина може розвинутися з будь-якої тканини. В залежності від її типу розрізняють види пухлин:

### Епітеліома
Розвивається з плоского і циліндричного епітелію. Утворюється на шкірі і слизових оболонках.
Клінічні форми різноманітні:
- епітеліома Малебра (виникає з клітин сальних залоз у дитячому віці; у вигляді одиничного щільного та рухомого вузлика на обличчі, шиї, плечовому поясі або волосистої частини голови;
- аденоїдна кістозна епітеліома (множинні безболісні пухлини блакитного, жовтуватого або білуватого відтінку; найчастіше вражають обличчя і вушні раковини.

### Аденома
Розвивається із залозистого епітелію. Може виникати в будь-якому органі, де є залозистий епітелій. Клінічна картина залежить від локалізації пухлини.

## Лікування
Лікування доброякісних пухлин вимагає особливого підходу, оскільки в першу чергу потрібно чітко визначити який саме вид застосувати: оперативний чи консервативний.
Оперативний метод лікування передбачає проведення хірургічного втручання з метою повного видалення пухлини. Особливо популярною методикою видалення поверхневих доброякісних пухлин стала кріодеструкція (з використанням рідкого азоту).
Консервативний метод лікування передбачає застосування хімічних речовин — лікувальних засобів.

## Нотатки
1. ↑  О. М. Кіт та інш., 2001, С.298
2. ↑  Скрипниченко Д. Ф. Хірургія : підручник. — 4-е вид., випр. і доповн.. — Київ : Вища школа, 1992. — 581 с. — ISBN 5-11-003837-6.(С.350)